# Ţajar-e Sāmen
Ţajar-e Sāmen (persiska: طَجَرِ سامِن, تَجَر, طجر سامن) är en ort i Iran. Den ligger i provinsen Hamadan, i den nordvästra delen av landet, 300 km sydväst om huvudstaden Teheran. Ţajar-e Sāmen ligger 1 985 meter över havet och antalet invånare är 944.
Terrängen runt Ţajar-e Sāmen är huvudsakligen kuperad, men söderut är den platt. Runt Ţajar-e Sāmen är det ganska tätbefolkat, med 160 invånare per kvadratkilometer. Närmaste större samhälle är Malāyer, 16,6 km nordost om Ţajar-e Sāmen. Trakten runt Ţajar-e Sāmen består i huvudsak av gräsmarker.